# Rita kuturnee
Rita kuturnee är en fiskart som först beskrevs av Sykes, 1839.  Rita kuturnee ingår i släktet Rita och familjen Bagridae. IUCN kategoriserar arten globalt som livskraftig. Inga underarter finns listade i Catalogue of Life.